# Église Saint-Pierre de Laleu
L'ancienne église Saint-Pierre de Laleu est une église située à La Rochelle, dans le département français de la Charente-Maritime en région Nouvelle-Aquitaine.

## Historique
L'église est inscrite au titre des monuments historiques par arrêté du 23 février 1925.

## Galerie

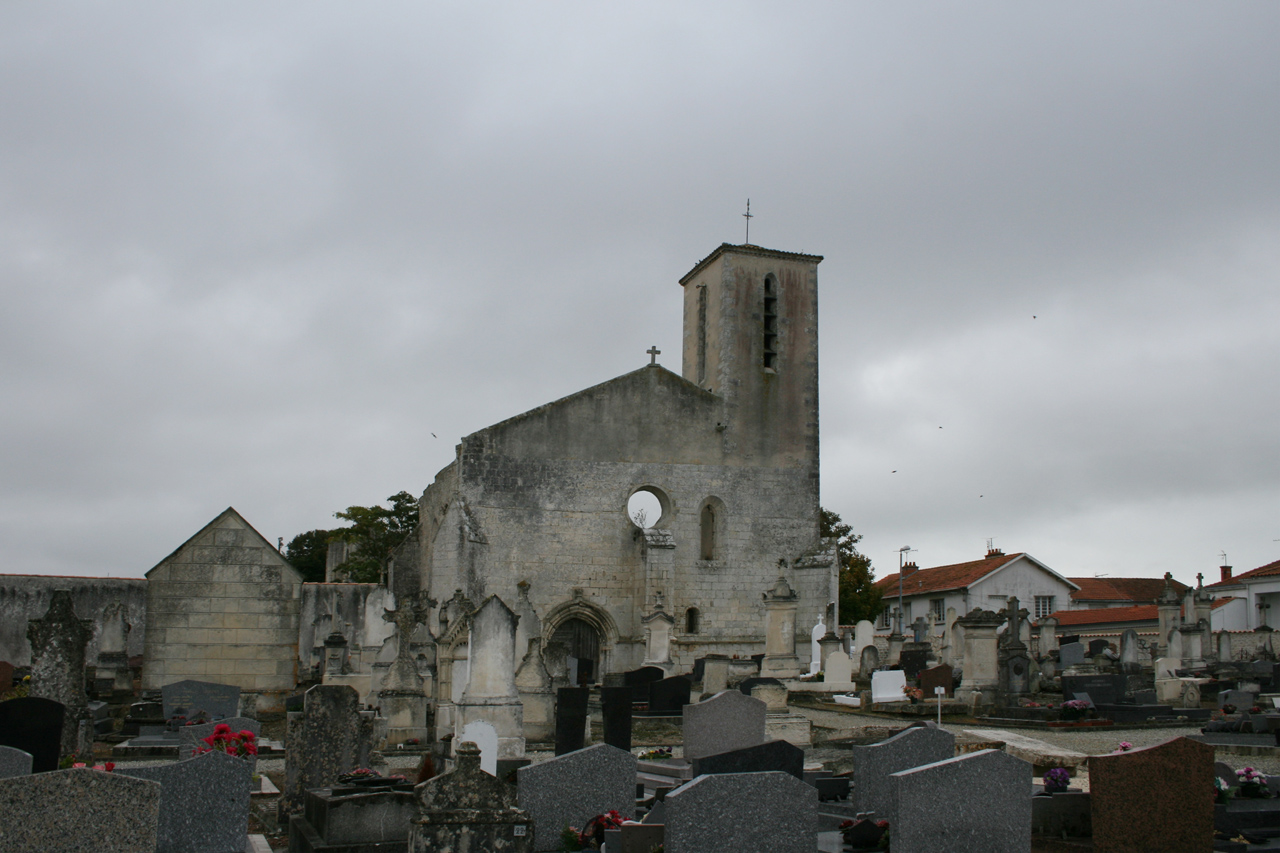
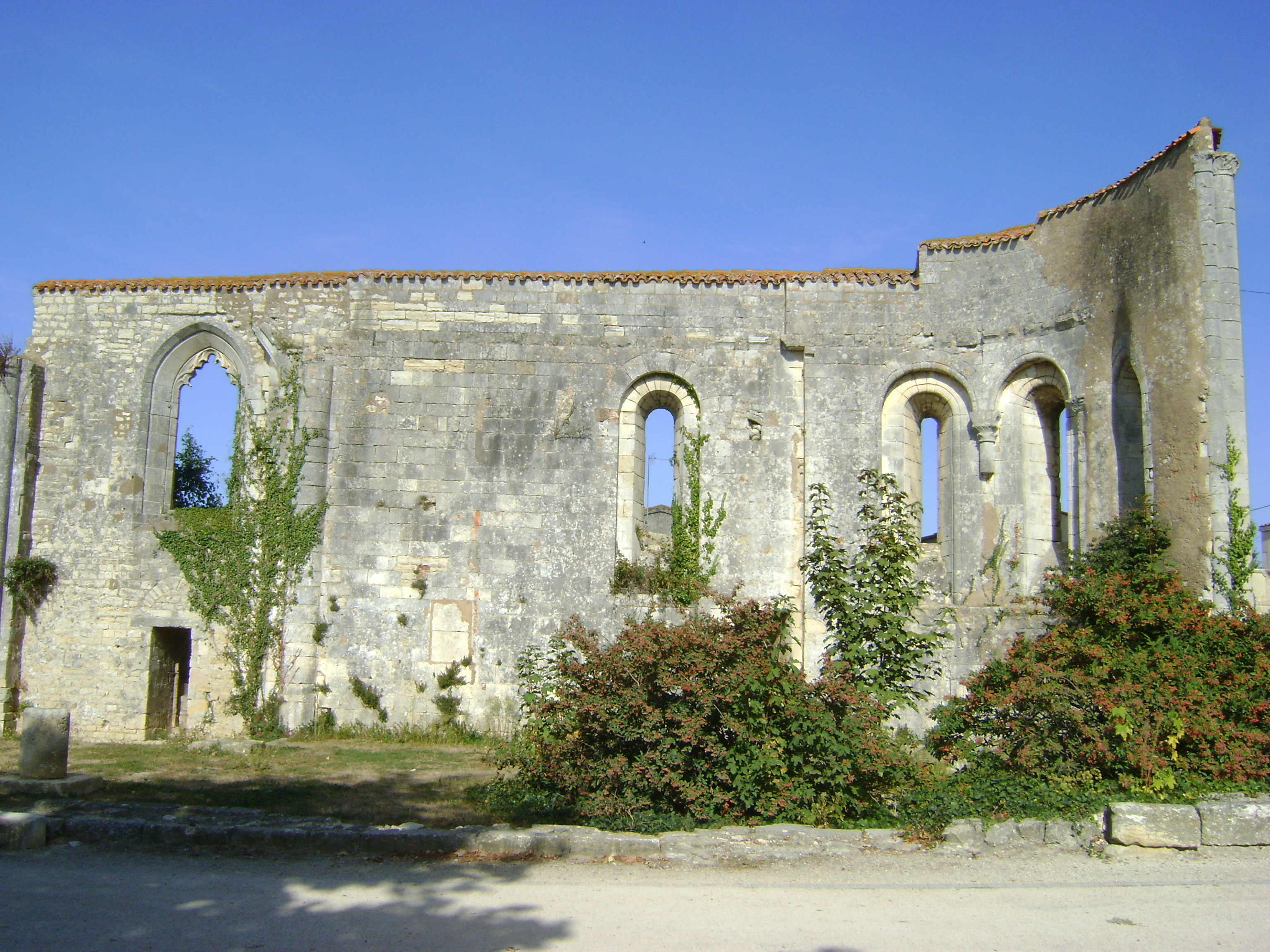